# Gud, lugt og hende
Gud, lugt og hende er svensk spillefilm fra 2008 instrueret af Karin Westerlund.

## Handling
Hvad ser man, hvis man laver en film om det usynlige? Man ser hvordan mennesker udvikler forhold til hinanden og man undrer sig over, hvad det kan betyde. Vi ser de "rigtige" mennesker, som en mavedanser i Cairo, en fodboldspiller i Madrid, en tyv og en præst i Indien og en hesterytter på Island. Derudover ser vi hvordan skuespillerne engagerer sig i scenerne, med hinanden og de "rigtige" mennesker. Vi undersøger eksistentielle spørgsmål igennem populære udtryk. 
Filmen har en hovedperson, der viser os at der er mere mellem himmel og jord end vi kan forestille os.

## Medvirkende
- Gunilla Röör
- Ghita Nørby
- Dermot Crowley
- Inga Landgré
- Lia Boysen
- Leif Andrée
- Regina Lund
- Vanessa Redgrave
- Don Warrington
- Seyyed Hossein Nasr
- Adonis